# سهير طه حسين
سهير طه حسين (13 ديسمبر 1946 - 25 مايو 2000م)، مغنية وممثلة مصرية.

## حياتها
ولدت في القاهرة عام 1946، تخرجت من معهد التربية الموسيقية عام 1969، شاركت في العديد من الأعمال المسرحية منها (الابن الكبير، أبوزيد الهلالي)، وفي التدريب على رقص البالية بدار الأوبرا المصرية عام 1969، ومن أبرز أعمالها السينيمائية (الجلسة سرية، العاشقة)، ومن المسلسلات (عمرو بن العاص، تحت ظلال السيوف).

## وصلات خارجية
- سهير طه حسين على موقع IMDb (الإنجليزية)
- سهير طه حسين على موقع الدهليز
- سهير طه حسين على موقع قاعدة بيانات الأفلام العربية